# 博克龙 (奇里基省)
博克龙是巴拿马奇里基省博克龙区的一个市。该市面积为39.9平方（15.4平方英里），2010年时人口为3,881，故其人口密度为97.2名居民每平方（252名居民每平方英里）。 1990年时人口为2,478，2000年时人口为3,065。